# الشؤون الخارجية (مجلة)
فورين أفيرز (بالإنجليزية: Foreign Affairs) هي مجلة أميركية تصدر كل شهر عن مجلس العلاقات الخارجية، وهو خلية تفكير مستقلة متخصصة في السياسة الخارجية.

## وصلات خارجية
- موقع المجلة الرسمي
- مجلس العلاقات الخارجية الموقع الرسمي